# Andrew Mwesigwa
Andrew Mwesigwa er en fodboldspiller fra Uganda der spiller for Saigon FC i Vietnam.